# 香取市立佐原小学校
香取市立佐原小学校（かとりしりつ さわらしょうがっこう）は、千葉県香取市佐原イにある市立小学校。

## 概要
香取市の佐原イ、佐原ロ、佐原ホ、北、牧野、篠原イ、玉造、岩ケ崎台を学区とする。利根川以南の旧佐原町を1つの学区としてきたことから昭和50年代には生徒数が2000人を越えるなどマンモス校として知られた。小学校の敷地も3ヶ所に分散し、第1校舎・第2校舎・校庭が田宿、第3校舎が下新町、体育館・2つのプールが牧野にある。以前は図書館が独立して建っていたが、取り壊されて小野川の水辺の楽校として親水施設となっている。
創立記念日は5月30日、創立記念日の歌が校歌とは別にある。

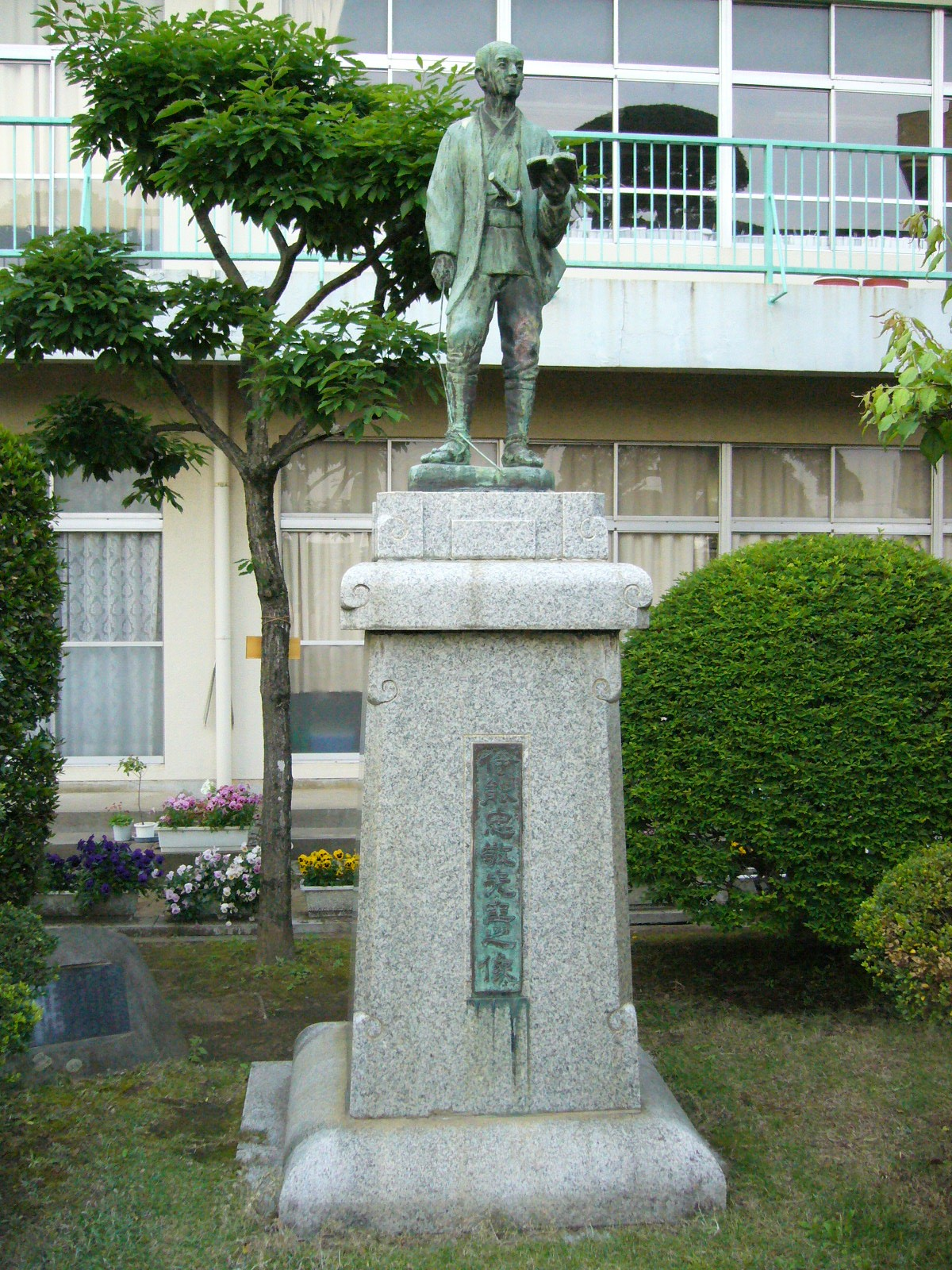
校庭内にある伊能忠敬銅像

## 沿革
- 1873年（明治6年）5月30日 - 佐原村浄国寺を仮校舎とし、第一大学区第二九番中学区小学第一番として創立。通学区域は佐原・牧野・篠原・玉造・岩ケ崎の5村。
- 1874年（明治7年）3月10日 - 児童数増加のため法界寺を第一分校として開校。通学区域は浄国寺を佐原村本宿・牧野村・篠原村、法界寺を佐原村新宿・岩ケ崎村・玉造村とした。
- 1876年（明治9年） - 佐原村新田（北佐原地区）に付属小学校を設置。
- 1877年（明治10年） - 佐原村新町字椎木に木造2階建の校舎を建築。
- 1887年（明治20年） - 佐原尋常小学校・佐原高等小学校に改称。
- 1892年（明治25年） - 田宿に2階建校舎を建設、女子部とした。
- 1901年（明治34年） - 私立佐原幼稚園を佐原尋常高等小学校付属幼稚園とした。
- 1941年（昭和16年） - 学校令の改正により佐原町立佐原国民学校に改称。
- 1945年（昭和20年） - 能崎事件。（佐原町事件）
- 1947年（昭和22年） - 6･3制の実施により佐原小学校と改称。